# Tegal Mulya
Tegal Mulya is een bestuurslaag in het regentschap Musi Banyuasin van de provincie Zuid-Sumatra, Indonesië. Tegal Mulya telt 1992 inwoners (volkstelling 2010).